# Halloween (film 1978)
Halloween (inne tłum. Halloween: Niebezpieczny Zbieg, Zaduszki) – amerykański horror filmowy (z podgatunku slasher) w reżyserii Johna Carpentera z 1978 roku, nakręcony za około trzysta tysięcy dolarów na podstawie scenariusza reżysera oraz Debry Hill. W rolach głównych wystąpili Donald Pleasence i Jamie Lee Curtis. Zdobył nominację do nagrody Saturn Award i zapoczątkował serię filmów o tym samym tytule. Do tej pory powstało dziewięć kontynuacji. Dziś film uznawany jest za klasykę.
Film opowiada o perypetiach Michaela Myersa, sześcioletniego mordercy z Haddonfield, prowincji w Illinois, który po latach spędzonych w szpitalu psychiatrycznym powraca, by odnaleźć młodszą siostrę Laurie.
W 2007 roku powstał remake filmu: Halloween w reżyserii muzyka rockowego Roba Zombie.

## Opis fabuły
Haddonfield, w stanie Illinois. W 1963 roku, w noc halloween, sześcioletni Michael Myers (Will Sandin) z zimną krwią morduje swoją siedemnastoletnią siostrę Judith (Sandy Johnson) przy użyciu wielkiego kuchennego noża. Wkrótce po tym zdarzeniu do domu powracają jego rodzice, którzy zastają go w halloweenowym przebraniu, pokrwawionego, z nożem w ręce. Michael zostaje wysłany do szpitala psychiatrycznego w Smith's Grove, gdzie przez wiele lat pozostaje pod opieką dziecięcego psychiatry, doktora Sama Loomisa (Donald Pleasence).
Po piętnastu latach Michael Myers, przez Loomisa określony jako nic więcej niż czyste zło, ucieka z zakładu, kradnie samochód i powraca do Haddonfield. Zbliża się halloween. Loomis wie, dokąd podąża psychopata, więc przy pomocy policji decyduje się go odnaleźć. Myers prześladuje nastoletnią Laurie Strode (Jamie Lee Curtis), oraz dwie jej licealne przyjaciółki – Annie Brackett (Nancy Kyes) i Lyndę van der Klok (P.J. Soles). W ciągu dnia ucieczki Myersa, Laurie widzi go kilkukrotnie, między innymi podczas zajęć lekcyjnych, stojącego za oknem.
Wieczorem Laurie, zajmująca się swoim małoletnim sąsiadem Tommym Doyle (Brian Andrews), spotyka się z Annie, która pilnuje małej Lindsey Wallace (Kyle Richards). Annie zaprasza do domu Wallace'ów swojego chłopaka, a Lindsey pozostawia pod opieką Laurie. Wkrótce zostaje zamordowana przez Myersa, który śledził ją od rezydencji Doyle'ów. Następnie psychopata zabija Lyndę i jej chłopaka Boba Simmsa (John Robert Graham), którzy spotykają się w domu Wallace'ów, by tam uprawiać seks. Laurie obawia się o bezpieczeństwo swoich przyjaciółek, po dziwnym telefonie, który w rzeczywistości dostaje od Myersa. Laurie wysyła Lindsey i Tommy’ego do łóżek i wybiera się do Wallace'ów, na drugą stronę ulicy. Tam odnajduje zwłoki swoich znajomych i zaginiony grób Judith Myers. Zostaje zaatakowana przez Myersa, lecz udaje jej się uciec do Doyle'ów. Wkrótce dźga Myersa drutem do robótek ręcznych w kark, wieszakiem na ubrania w oko oraz nożem w tors, ale ten podnosi się z podłogi i rusza na nią ponownie. Lyndsey i Tommy wybiegają z krzykiem z domu i napotykają się na ulicy na dr. Loomisa, który następnie wbiega do domu i tam ratuje Laurie, strzelając do Michaela, który wypada przez okno. Gdy jednak Loomis spogląda przez nie, Michaela już nie ma.
W jednej z ostatnich scen Michael Myers zostaje postrzelony przez doktora Sama Loomisa i wypada przez okno na piętrze. Gdy Loomis i Laurie Strode spoglądają przez okno, jego ciała już nie widać, ponieważ psychopata zbiegł z miejsca zbrodni.

## Obsada
- Jamie Lee Curtis jako Laurie Strode
- Donald Pleasence jako dr Sam Loomis
- Nancy Kyes jako Annie Brackett
- P.J. Soles jako Lynda van der Klok
- Charles Cyphers jako szeryf Leigh Brackett
- Kyle Richards jako Lindsey Wallace
- Brian Andrews jako Thomas Doyle
- John Michael Graham jako Bob Simms
- Nancy Stephens jako Marion Chambers
- Robert Phalen jako dr Terence Wynn
- Brent Le Page jako Lonnie
- Adam Hollander jako Keith
- Mickey Yablans jako Richie
- Nick Castle, Tommy Lee Wallace, Jim Winburn & John Carpenter jako Michael Myers
- Tony Moran jako Michael Myers (bez maski)
- Will Sandin jako sześcioletni Michael Myers
- Debra Hill jako sześcioletni Michael Myers (ujęcie POV)
- Sandy Johnson jako Judith Margaret Myers
- Barry Bernardi jako mechanik

## Opinie
Redaktorzy witryny filmyfantastyczne.pl wymienili projekt w notowaniu stu najlepszych horrorów, jakie kiedykolwiek powstały, przypisując mu pozycję ósmą. Sklasyfikowany jako jeden z dziesięciu najlepszych filmów o tematyce halloweenowej przez serwis AZN.pl.